# Oleksandr Karavayev
Oleksandr Oleksandrovych Karavayev (Kherson, 2 de junho de 1992) é um futebolista profissional ucraniano que atua como meia, atualmente defende o Dínamo de Kiev.

## Carreira
Oleksandr Karavayev fez parte do elenco da Seleção Ucraniana de Futebol da Eurocopa de 2016.